# Myrmilla
Myrmilla (лат.) — род ос-немок из подсемейства Myrmillinae.

## Распространение
В Палеарктике около 50 видов, в Европе около 16 видов. Для СССР указывалось около 25 видов.

## Описание
Мелкие пушистые осы (3-12 мм) с крупной головой (она обычно шире переднеспинки). Бока 2-го тергита брюшка самки без продольных выступов и без светлых пятен. Задний край 1-го и 2-го тергитов брюшка со светлыми перевязями. Голова шире своей высоты, снизу слабовыпуклая, без продольных боковых килей.

## Систематика
В Европе 2 подрода, включая Pseudomutilla с бескрылыми самцами.

### Виды Европы
- Myrmilla anopla Skorikov, 1927
- Myrmilla calva (Villers, 1789) typus
- Myrmilla capitata (Lucas, 1849)
- Myrmilla caucasica (Kolenati, 1846)
- Myrmilla corniculata (Sichel & Radoszkowski, 1869)
- Myrmilla corniculatina Skorikov, 1927
- Myrmilla erythrocephala (Latreille, 1792)
- Myrmilla glabrata (Fabricius, 1775)
- Myrmilla labecua Nagy, 1968
- Myrmilla lezginica (Radoszkowski, 1885)
- Myrmilla macrura Nagy, 1968
- Myrmilla mavromoustakisi Hammer, 1950
- Myrmilla mutica (André, 1903)
- Myrmilla skorikovi Lelej, 1985
- Myrmilla troodosica Hammer, 1950
- Myrmilla vutshetitshi Skorikov, 1927
- Другие виды